# Station Wembley Central
Wembley Central is een spoorweg- en metrostation, dat in 1842 is geopend, in de gemeente Wembley.

## Geschiedenis

### London and Birmingham Railway
Op 20 juli 1837 werd het eerste deel van de London and Birmingham Railway (L&BR), onderdeel van de West Coast Main Line (WCML), geopend met tussen Euston en Watford alleen een station bij Harrow. De hele lijn tussen Londen en Birmingham was gereed op 9 april 1838 en in 1842 werd Wembley Central onder de naam Sudbury ingevoegd als station voor het ongeveer 1 km westelijker gelegen Sudbury. Op 1 mei 1882 werd de naam Wembley toegevoegd als verwijzing naar het gebied rond het station. In het begin van de twintigste eeuw kwam de London and North Western Railway (LNWR) met een plan voor een elektrische voorstadslijn (“New Line”) tussen Euston en Watford. Deze voorstadslijn werd gebouwd tussen 1910 en 1912 en kreeg, als verwijzing naar de gebruikte gelijkstroom -DC in het Engels- de naam Watford DC Line. De aanleg van de lijn was de aanleiding om het station op 1 november 1910 om te dopen in Wembley for Sudbury. In 1915 werd de metro bij Queen's Park gekoppeld aan de Watford DC Line en sinds 16 april 1917 wordt Wembley for Sudbury ook bediend door de Underground.

### London Transport
In 1933 werd het OV in Londen genationaliseerd in de London Passenger Transport Board (LPTB) waardoor de verschillende metrobedrijven in een hand kwamen. LPTB kwam met het New Works Programme 1935-1940 om knelpunten in het metronet aan te pakken en nieuwe woonwijken op de metro aan te sluiten. In 1936 kreeg Wembley for Sudbury een nieuw stationsgebouw geflankeerd door winkels en op 1 januari 1948 werden de Britse spoorwegen genationaliseerd zodat het hele station in overheidshanden kwam. In de aanloop naar de Olympische Spelen werden nog een aantal verbeteringen doorgevoerd en werd het station op 5 juli 1948 omgedoopt in Wembley Central.

### Elektrificatie
De voorstadslijn/metro was van meet af aan geëlektrificeerd, maar de WCML werd pas gedurende de jaren 60 van de 20e eeuw onder de draad gebracht. In 1965 werd boven de sporen een betonnen bodemplaat geplaatst met daarop een nieuw stationsplein waardoor het station sindsdien lijkt op een ondergronds station. Op 24 september 1982 werd de Bakerloo line ingekort tot Stonebridge Park hetgeen op 4 juni 1984 werd teruggedraaid.

### Privatisering
In de jaren 90 van de 20e eeuw werden de spoorwegen weer geprivatiseerd en in 1997 kwamen het station en de treindiensten in handen van Silverlink dat tot 2007 het station beheerde. Silverlink verbouwde het station in 2006 en voorzag het van een nieuwe hal met OV-poortjes. Als opvallenste toevoeging werd aan de zuidkant van de perrons eind 2006 een loopbrug geopend. Deze loopbrug, gebouwd door ingenieursbureau C Spencer Ltd, wordt gebruikt om de extra reizigers te verwerken tijdens evenementen in het nabijgelegen Wembley Stadium. Op andere dagen is het station alleen toegankelijk via het stationsgebouw aan het stationsplein. In 2007 werd Silverlink gesplitst waarbij de voorstadsdiensten en het station in november naar Transport for London gingen en de overige treindiensten naar andere vervoerders.

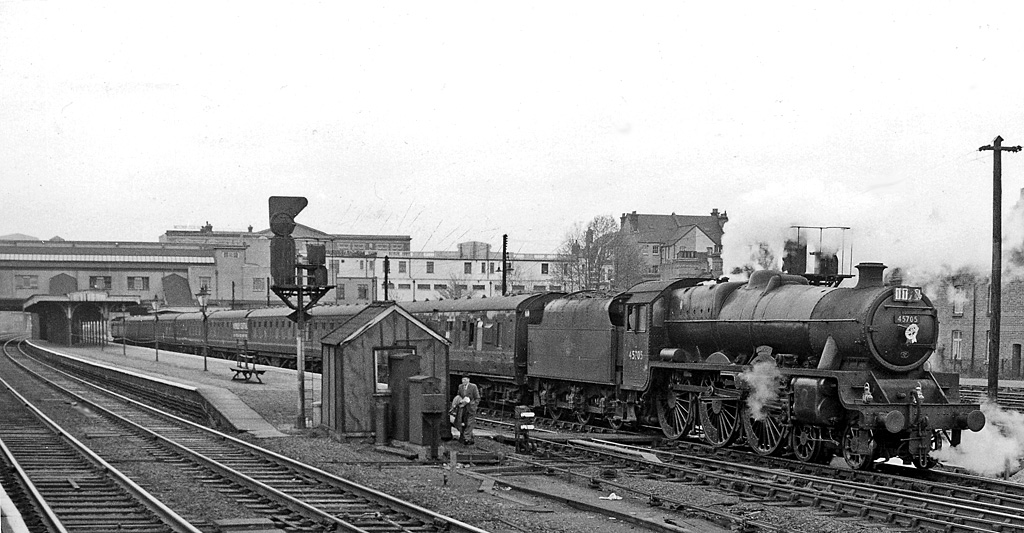
Het station gezien uit het zuiden voor de overkluizing van 1965.
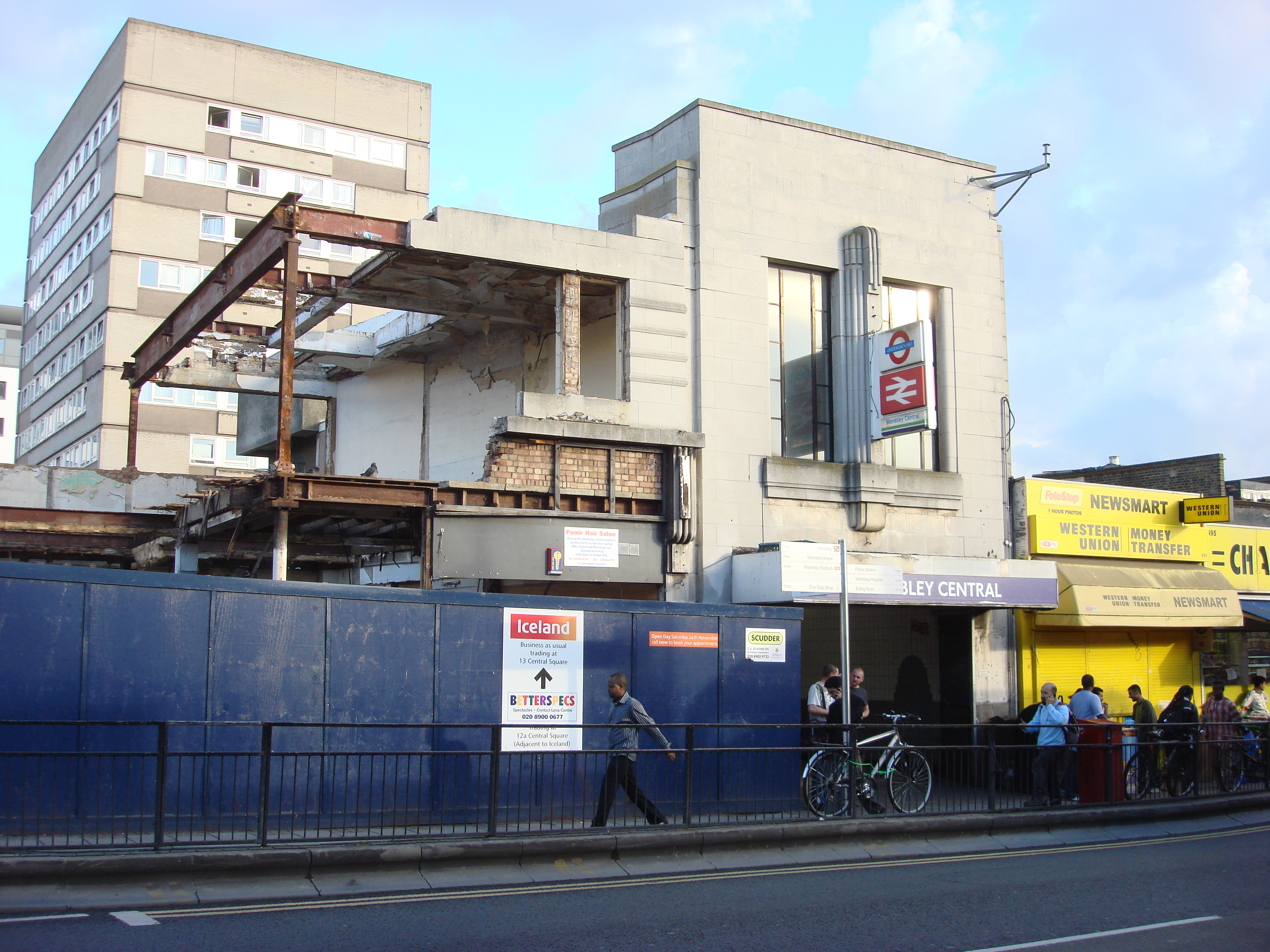
Het gebouw uit 1936 tijdens de sloop in 2008.
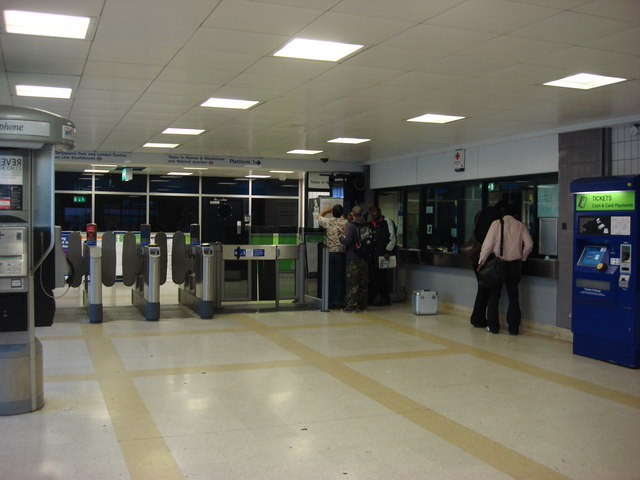
De stationshal uit 2006.

## Ligging en inrichting
Het station ligt op de plaats waar de High Road het spoor kruist over een viaduct met perrons op maaiveldniveau. Door de overkluizing in de jaren 60 van de 20e eeuw is het “viaduct” veel breder dan de straat geworden en ligt een groot deel van de perrons onder het Station Square.
Na de overdracht van het station van silverlink naar Transport for London eind 2007 kwam de London Borough of Brent in juni 2008 met een plan voor de herinrichting van het gebied rond Station Square. Het plan werd gerealiseerd door bouwbedrijf St. Modwen en omvatte de bouw van nieuwe appartementen, winkels en een herinrichting van plein en straat. Voor het station betekende dit de sloop van de gebouwen uit 1936/1948 en een nieuwe ingang op de begane grond van een van de nieuwe gebouwen.
In het station zelf werden de perrons langs de sporen 1 & 2 (Overground & Underground) opgeknapt door aannemer C. Spencer Ltd. Hierbij werden gebogen stalen panelen aangebracht en nieuwe toiletten geplaatst. Daarnaast werd ook de personeelsruimte vernieuwd. Andere recente werken omvatten het opnieuw verharden van platforms 1 en 2, compleet met de installatie van gebogen stalen bekledingspanelen die ook zijn voltooid door aannemer C Spencer Ltd. Het personeel van het station kreeg opgeknapte messingfaciliteiten en er zijn ook nieuwe rolstoeltoegankelijke toiletten geïnstalleerd.
In aanloop naar de Olympische Spelen werd het station in 2011/12 rolstoeltoegankelijk gemaakt. De perrons van Watford DC Line werden voor het eerst rolstoeltoegankelijk door de installatie van twee nieuwe liften en een traplift. De toiletten werden opgeknapt om ze volledig toegankelijk te maken. Ook werden twee perrons verlengd als onderdeel van het verbeterplan van 2,5 miljoen pond.

## Reizigersdienst
De metro en de overground gebruiken spoor 1 & 2 aan de westkant, de sporen 3 t/m 6 worden gebruikt door de WCML. Vanuit Londen gezien is Wembley Central het eerste station na Euston met perrons langs alle sporen van de WCML. Door de beperkte ruimte vormen de treinen die met hoge snelheid het station passeren een gevaar voor reizigers op het perron door het windtunneleffect. Hierom zijn de perrons van de WCML afgesloten en worden ze pas 5 minuten voor de geplande aankomst van een trein geopend voor aanvullende diensten van Southern, London Northwestern Railway en Wembley Stadium, treinen van Southern gebruiken de sporen 5 en 6. Reizigers die daar uitstappen moeten naar het eind van het perron lopen waar een personeelslid het hek zal openen voor de uitstappers.
Wanneer een evenement plaatsvindt in het Wembley Stadium, stoppen alle treinen van London Northwestern Railway van en naar Euston hier altijd op de sporen 5 en 6. De Avanti West Coast-diensten worden verzorgd door treinen die te lang zijn voor de perrons zodat ze langer stilstaan om reizigers in rijtuigen buiten het perron te gelegenheid te geven door de trein te lopen. Deze treinen stoppen hierom extra in Watford Junction of Milton Keynes, zodat klanten kunnen overstappen op andere treinen van London Northwestern Railway of Southern.
De dienstregeling omvat :
- Londen Underground (Bakerloo line)
  - 6 ritten per uur naar Harrow & Wealdstone
  - 6 ritten per uur naar Elephant & Castle
- Londen Overground
  - 4 treinen per uur naar London Euston
  - 4 treinen per uur naar Watford Junction
- Southern
  - 1 trein per uur naar Clapham Junction
  - 1 trein per uur naar Watford Junction
- Londen Northwestern Railway:
  - 1 trein per dag naar Londen Euston
  - 1 trein per dag naar Tring

## Ongevallen en incidenten
- Op 13 oktober 1940 ontspoorde een sneltrein nadat deze in botsing kwam met een bagagekarretje dat op het spoor stond. Verschillende mensen kwamen om het leven en nog veel meer raakten gewond.
- In 1984 reed een reizigerstrein door rood en botste tegen een goederentrein, waarbij drie mensen om het leven kwamen.

Harrow & Wealdstone ·
Kenton ·
South Kenton ·
North Wembley ·
Wembley Central ·
Stonebridge park ·
Harlesden ·
Willesden Junction ·
Kensal Green ·
Queen's Park ·
Kilburn Park ·
Maida Vale ·
Warwick Avenue ·
Paddington ·
Edgware Road ·
Marylebone ·
Baker Street ·
Regent's Park ·
Oxford Circus ·
Piccadilly Circus ·
Charing Cross ·
Embankment ·
Waterloo ·
Lambeth North ·
Elephant & Castle
Station London Euston · South Hampstead · Kilburn High Road · Queen's Park · Kensal Green · Willesden Junction · Harlesden · Stonebridge Park · Wembley Central · North Wembley · South Kenton · Kenton · Harrow & Wealdstone · Headstone Lane · Hatch End · Carpenders Park · Bushey · Watford High Street · Watford Junction